# Алојз Ћурић
Алојз „Лојзо“ Ћурић (13. април 1933 — 31. март 2007) je био босанскохерцеговачки сликар, члан Удружења ликовних умјетника Босне и Херцеговине. Рођен је 1933. године у Мркоњић Граду, од оца Звонка и мајке Елизабете. Са породицом се 1941. преселио у Бањалуку.
Сликарством је почео да се бави 1952, а исте године је у Бањој Луци уписао Вишу педагошку школу. Одслушао је једну годину код професора Боже Николића, а након пресељења школе у Сарајево и он се преселио и дипломирао у класи професора Раденка Мишевића и Хакије Куленовића 1954. године. Већ у то вријеме је почео да објављује илустрације и цртеже у ондашњим омладинским листовима. Након студијских путовања по Италији, похађао је и школу резервних официра у Загребу. Са сликарима Душаном Симићем, Бекиром Мисирлићем и Енвером Штаљом је 1955. основао умјетничку групу „Четворица“. Они су те године објавили свој Манифест и одржали прву изложбу у бањалучком Дому културе. Алојз Ћурић се такође запослио у основној школи „Јован Јовановић Змај“ као наставник ликовног васпитања и ту је радио 38 година.
Учествовао је на преко 60 групних и самосталних изложби у земљи и иностранству, а добитник је и неколико награда и признања.
Био је ожењен пјесникињом Енисом Османчевић, са којом је имао кћерку. Преминуо је 2007. године у Бањој Луци. Комеморација поводом његове смрти је одржана у Хрватском културном центру 6. априла исте године. У периоду од 25. јуна до 25. јула 2009. је у Музеју савремене умјетности Републике Српске одржана ретроспективна изложба на којој је приказано више од 100 његових радова.

## Групне изложбе
- 1955. Дом културе, Бањалука
- 1956. Прољетна изложба, Дом културе, Бањалука
- 1956. Изложба посвећена Петру Кочићу, Народни музеј/Народна библиотека „Петар Кочић“, Бањалука
- 1956. Изложба УЛУБиХ у Сарајеву, гдје излаже као гост
- 1957. Изложба у част дана ослобођења Бањалуке, Дом културе, Бањалука
- 1957. Изложба УЛУБиХ у Сарајеву, гдје излаже као гост
- 1958. Дом културе, Бањалука
- 1962. Први јесењи салон, Дом културе, Бањалука
- 1963. Дом ЈНА, Љубљана
- 1963. Комуна и култура/југословенско савјетовање, Дом културе, Бањалука
- 1964. Други јесењи салон, Дом културе, Бањалука
- 1964. Изложба ликовних умјетника бањалучког среза, Бањалука
- 1965. Изложба слика и графика, Раднички универзитет, Мостар
- 1965. Изложба слика поводом двадесетогодишњице ослобођења Бањалуке, Салон музеја у Кастелу, Бањалука
- 1966. Изложба бањалучких сликара, Сарајево
- 1967. Избор графике из колекције Дома културе, Кула у Кастелу, Бањалука
- 1967. Изложба акварела, Кула у Кастелу, Бањалука
- 1968. Четврти јесењи салон, Дом културе, Бањалука
- 1970. Изложба сликара-педагога и њихових ученика, Културни центар Пирели, Милано
- 1970. Изложба чланова Подружнице бањалучких ликовних умјетника, Салон народног позоришта, Бањалука
- 1971. Изложба Подружнице ликовних умјетника Бањалуке, Дом културе, Бањалука
- 1972. Изложба чланова Подружнице, Бањалука
- 1972. Изложба уља, пастела и акварела, Дом културе, Зеница
- 1973. Изложба сликара СРБиХ, Босанска Градишка
- 1973. Изложба сликара СРБиХ, Љубија
- 1973. Изложба акварела Алојза Ћурића и линогравура Кемала Ширбеговића, Умјетничка галерија, Бањалука
- 1973. Изложба акварела Алојза Ћурића и линогравура Кемала Ширбеговића, Раднички дом, Љубија
- 1973. Изложба „Мркоњић бојом, обликом, линијом“, Дом ЗАВНОБиХ-а, Мркоњић Град
- 1974. Изложба ликовних радова бањалучких умјетника, Градски музеј, Вуковар
- 1974. Умјетност БиХ 1945-74, Умјетничка галерија БиХ, Сарајево
- 1975. 30 година ликовног стваралаштва у Бањалуци 1945-1975, Умјетничка галерија, Бањалука
- 1976. Изложба Удружења ликовних умјетника Босне и Херцеговине, Подружница Бањалука, Бањалука
- 1976. Изложба Удружења ликовних умјетника Босне и Херцеговине, Подружница Бањалука, Ријека
- 1976. Ликовни умјетници Бањалуке, Студентски град „Вељко Влаховић“, Београд
- 1977. Ликовни умјетници Бањалуке, Дом културе, Бањалука
- 1977. Изложба Удружења ликовних умјетника Босне и Херцеговине, Подружница Бањалука, Бањалука
- 1977. Изложба Удружења ликовних умјетника Босне и Херцеговине, Подружница Бањалука, Ријека
- 1977. Ликовни умјетници Бањалуке, Тузла/ Марибор/ Суботица/ Мостар
- 1978. Изложбе акварела Алојза Ћурића и карикатура Симе Драшковића и Алије Хафизовића, Раднички универзитет „Ђуро Ђаковић“, Сарајево
- 1978. Изложба Удружења ликовних умјетника Босне и Херцеговине, Подружница Бањалука, Бањалука
- 1978. Изложба Удружења ликовних умјетника Босне и Херцеговине, Подружница Бањалука, Ријека
- 1979. Бијенале акварела Југославије, Галерија „Вјекослав Карас“, Карловац
- 1979. ХДЛУ заједнице општина Вараждин и УЛУБиХ Друштво ликовних умјетника, Дом културе, Бањалука
- 1979. Друштво ликовних умјетника Бањалуке, Ликовни салон Ротовж, Марибор
- 1979. Друштво ликовних умјетника Бањалуке, Дом културе, Бањалука
- 1979. Друштво ликовних умјетника Бањалуке, Умјетничка галерија, Осијек
- 1980. Југословенско сликарство шесте деценије, Музеј савремене уметности, Београд
- 1980. 25 година Дома културе и 25 година оснивања групе Четворица, Дом културе, Бањалука
- 1980. Сарадња Универзитета Марибор — Бањалука, Дом културе, Бањалука
- 1980. Друштво ликовних умјетника Бањалуке, Дом културе, Бањалука
- 1983. Ликовни анале, Каштил код Ложе, тераса љетног кина, Бол на Брачу
- 1983. Ликовни умјетници Ријеке и Бањалуке, Умјетничка галерија, Бањалука
- 1983. Ликовни умјетници Ријеке и Бањалуке, Мали салон, Ријека
- 1986. Стална поставка — умјетност БиХ 1896-1986, Умјетничка галерија БиХ, Сарајево
- 1986. Изложба 40 година Удружења ликовних умјетника БиХ, 1945-1985, Collegium artisticum, Сарајево
- 1986. Изложба 40 година Удружења ликовних умјетника БиХ, 1945-1985, Галерија југословенског портрета, Тузла
- 1989. Избор дјела из приватног власништва, Умјетничка галерија, Бањалука
- 1990. Галерија Шехер, Бањалука
- 1992. Акварели и цртежи из фундуса галерије, Умјетничка галерија, Бањалука
- 2003. Изложба Отворена кућа, Галерија Шехер, Бањалука
- 2005. Поетике бањалучких ликовних умјетника друге половине XX вијека из фундуса Музеја савремене умјетности РС, Музеј савремене умјетности Републике Српске, Бањалука

## Самосталне изложбе
- 1975. Изложба акварела, „Босна“- комбинат коже, обуће и галантерије, Бањалука
- 1978. Изложба акварела „Обале Врбаса“, Раднички универзитет „Ђуро Ђаковић“, Сарајево
- 1979. Изложба акварела, Дом културе, Бањалука (39 акварела из периода 1956-1979)
- 1989. Изложба акварела, Умјетничка галерија, Лакташи
- 1994. „Обале Врбаса“, Галерија КУД Франце Прешерен, Љубљана
- 2003. Лојзо, Бањалука-Вечићи

## Награде и признања
- 1962. Награда публике, Други јесењи салон, Бањалука
- 1965. Диплома за изузетну заслугу на Југословенским изложбама дјечјих ликовних радова, Нови Сад
- 1968. Откупна награда, Четврти јесењи салон, Умјетничка галерија, Сарајево
- 1978. Диплома заслужног ликовног педагога Југославије
- 1979. , Шесто међународно бијенале фантастике, Мартин, Чехословачка
- 1980. Награда „Хасан Кикић“ за значајна остварења у области образовања и васпитања
- 1980. Орден заслуга за народ са сребрном звијездом
- 1985. Златна плакета за изузетан допринос у развоју културе, СИЗ културе, Бањалука
- 2003. априлска награда за посебан допринос развоју Бањалуке
- Групна награда „Веселин Маслеша“, Изложба ликовних умјетника бањалучког среза